# جاغواريايفا
جاغواريايفا بلدية في ولاية بارانا في المنطقة الجنوبية من البرازيل.